# Tiga
Tiga kommer fra Montreal i Canada. Hans musikalske opdragelse startede med, at han rejste med sin dj-far rundt til raves i Goa i Indien. Farmand måtte dog snart se sig overhalet af junior, der i starten af 90'erne begyndte at spinne plader på de cooleste klubber i Montreal. Ingen af dem var dog helt tjekkede nok til den fremadstormende Tiga, der derfor begyndte at arrangere sine egne koncerter og åbne sine egne klubber. Han skulle i den anledning være manden bag Canadas første raveparty.
Senere startede Tiga Canadas første rene techno-butik og senere så pladeselskabet Turbo dagens lys. Oprindeligt var planen ikke, at Tiga ville lave sin egen musik, men det ændrede sig dog, da han mødte den finske dj/producer Jori Hulkkonen. Sammen lavede de et par remixes af bl.a. Princes When Doves Cry og U2's New Years Day, hvis kvalitet dog ikke førte til de helt store klapsalver.
Så var der mere held med et remix af Corey Harts Sunglasses at Night, der blev et kæmpe hit i 2001, og bragte Tiga op blandt de helt store navne. Så stort et navn at han blev bedt om at stå bag en af selskabet K7's velestimerede mix-cd'er Dj Kicks. Her bidrog Tiga selv med nummeret Man Hrdina, hvis b-side, et remix af Nellys Hot in Here, blev et kæmpehit på dansegulvene.

## Diskografi

### Albums
- 2003: Dj Kicks